# Франоа (Јура)
Франоа (фр. Frasnois) насеље је и општина у источној Француској у региону Франш-Конте, у департману Јура која припада префектури Лон ле Соније.
По подацима из 2011. године у општини је живело 154 становника, а густина насељености је износила 10,58 становника/km². Општина се простире на површини од 14,56 km². Налази се на средњој надморској висини од 814 метара (максималној 930 m, а минималној 680 m).

## Демографија
| 1962. | 1968. | 1975. | 1982. | 1990. | 1999. | 2011. |
| ----- | ----- | ----- | ----- | ----- | ----- | ----- |
| 92    | 103   | 110   | 114   | 138   | 151   | 154   |

График промене броја становника у току последњих година